# Occidenchthonius algharbicus
Occidenchthonius algharbicus é uma espécie de pseudoescorpião descoberta numa gruta do Cerro da Cabeça, no Algarve, em Portugal.